# James Harry Lacey
James Harry « Ginger » Lacey, né le 1er février 1917 à Wetherby et mort le 30 mai 1989 à Bridlington, est un aviateur britannique de la Royal Air Force (RAF).
Durant la bataille d'Angleterre pendant la Seconde Guerre mondiale, il est l'un des pilotes avec le plus de victoires.

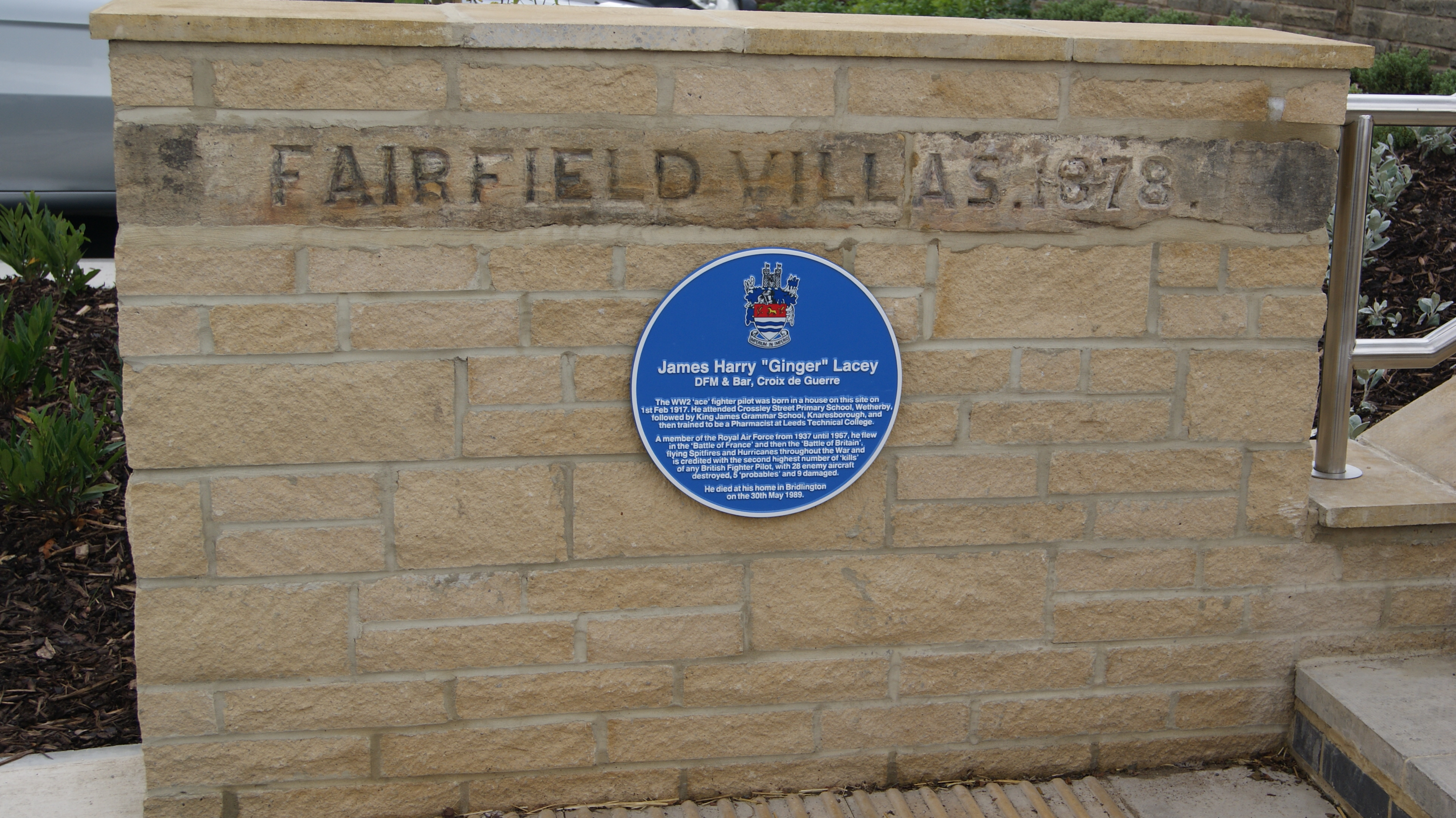
Blue plaque consacrée à James Harry Lacey.